# بهشت می‌تونه منتظر بمونه
بهشت می‌تونه منتظر بمونه (به انگلیسی: Heaven Can Wait) نام آهنگی از مایکل جکسون است که در آلبوم شکست‌ناپذیر، آخرین آلبوم استودیویی وی منتشر شد.